# Sa giông Bosca
Sa giông Bosca (Lissotriton boscai, trước đây Triturus boscai), còn được gọi là sa giông Iberia, là một loài sa giông trong họ Salamandridae. Nó được tìm thấy ở Bồ Đào Nha và Tây Ban Nha.

## Phân phối và môi trường sống

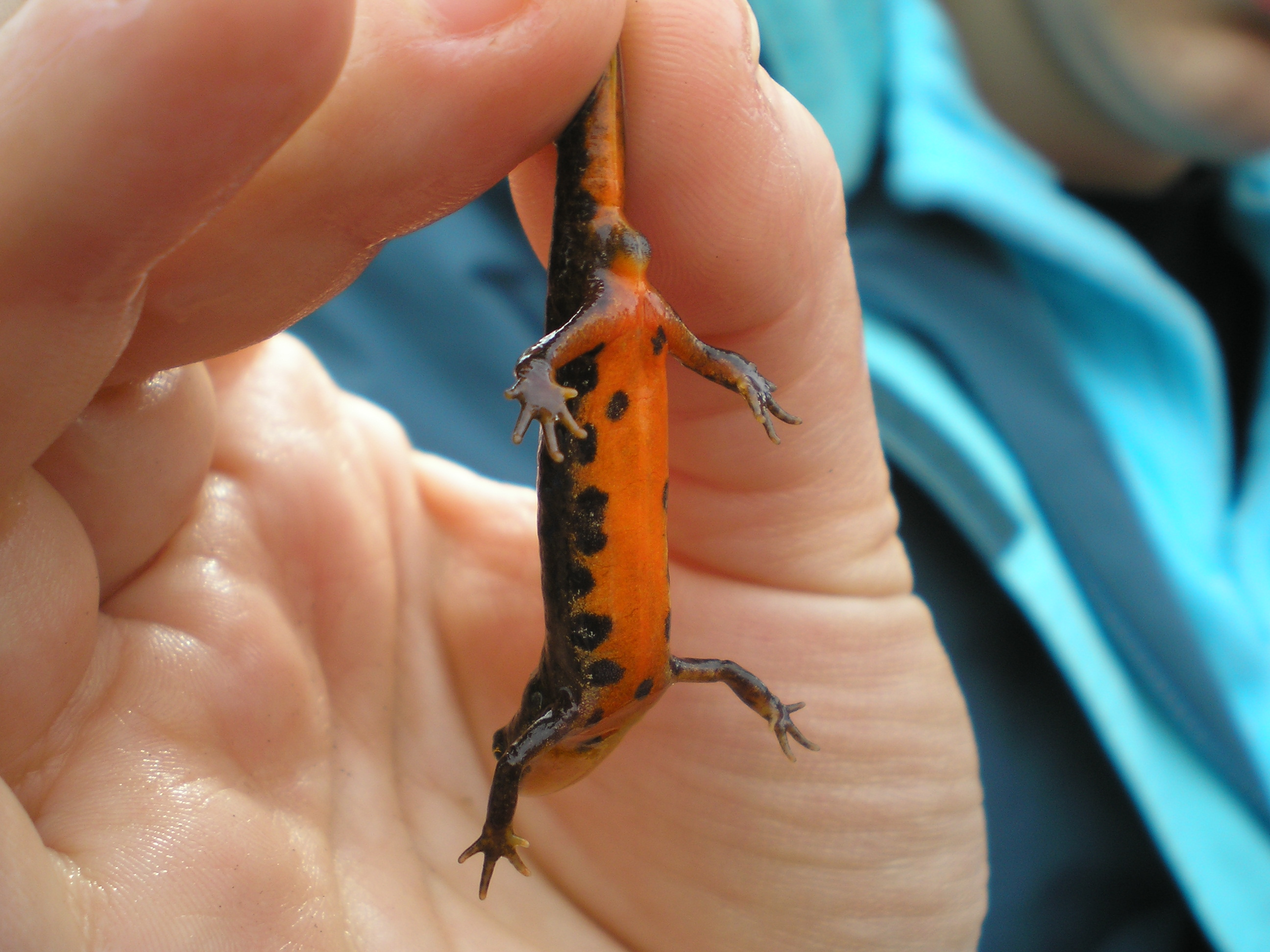
Ventral surface of Lissotriton boscai.

Môi trường sống tự nhiên là rừng ôn đới, thảm thực vật cây bụi kiểu Địa Trung Hải, sông, đầm lầy, hồ nước ngọt, đầm nước ngọt có nước, bờ cát, đất canh tác, đồng cỏ, vườn nông thôn, khu vực trữ nước, ao. Nó bị đe dọa do mất môi trường sống.